# Anotia rubrinoda
Anotia rubrinoda är en insektsart som beskrevs av Ronald Gordon Fennah 1952. Anotia rubrinoda ingår i släktet Anotia och familjen Derbidae. Inga underarter finns listade i Catalogue of Life.